# Tetrastichus basokoi
Tetrastichus basokoi är en stekelart som beskrevs av Jean Risbec 1958. Tetrastichus basokoi ingår i släktet Tetrastichus och familjen finglanssteklar. Inga underarter finns listade i Catalogue of Life.